# Міагра сан-кристобальська
Міа́гра сан-кристобальська (Myiagra cervinicauda) — вид горобцеподібних птахів родини монархових (Monarchidae). Ендемік Соломонових Островів.

## Поширення і екологія
Сан-кристобальські міагри є ендеміками острова Макіра, який раніше називався Сан-Кристобаль. Вони живуть у вологих рівнинних тропічних лісах на висоті до 700 м над рівнем моря.

## Збереження
МСОП вважає стан збереження цього виду близьким до загрозливого. Сан-кристобальським міаграм загрожує знищення природного середовища.